# Allium lilacinum
Allium lilacinum är en amaryllisväxtart som beskrevs av Johann Friedrich Klotzsch. Allium lilacinum ingår i släktet lökar, och familjen amaryllisväxter. Inga underarter finns listade i Catalogue of Life.